# پنیر فتا
پنیر فتا (به انگلیسی: Feta cheese) یکی از انواع پنیر است که ریشهٔ یونانی دارد. این پنیر شبیه پنیر لیقوان است.

## روش ساخت
پس از درست کردن پنیر آن را نمک می‌زنند و داخل محلول آب نمک یا خود آب پنیر به مدت سه تا چند ماه نگهداری می‌کنند. اگر پنیر فتا خارج از آب نمک نگهداری شود، سفت می‌شود. پنیر فتا سفید رنگ است و میزان نمک این پنیر شور یا متوسط می‌باشد.

## منابع

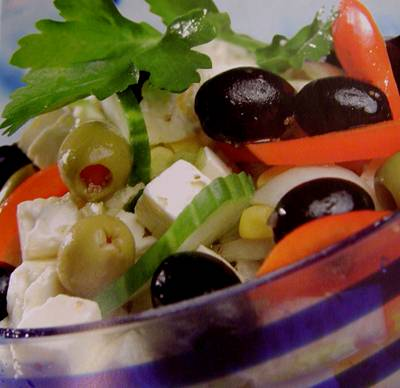
در سالاد یونانی، پنیر فتا معمولاً به شکل مکعب‌های کوچک یا خردشده وجود دارد.